# Barforth
Barforth is een civil parish in het Engelse graafschap Durham met 77 inwoners.